# Михайлус, Юрий Иванович
Юрий Иванович Михайлус (укр. Юрій Іванович Михайлус; род. 17 июня 1964, Кировское, Крымская область) — украинский футболист. На профессиональном уровне выступал за симферопольскую «Таврию» и судакский «Сурож».

## Биография
В 1992 году являлся игроком симферопольской «Таврии». В составе команды в чемпионате Украины дебютировал 9 июня 1992 года в домашнем матче против шепетовского «Темпа» (6:0), главный тренер Анатолий Заяев выпустил Михайлуса на 63 минуте вместо Толята Шейхаметова. 21 июня 1992 года он принял участие в матче за первое место в чемпионате Украины. Тогда Юрий вышел на 77 минуте вместо Андрея Опарина, а спустя десять минут Михайлус ушёл с поля, его заменили на Сергея Есина. В итоге крымчане одержали победу со счётом (1:0) и стали первыми чемпионами Украины.
Летом 1993 года он перешёл в судакский «Сурож». В сезоне 1993/94 команда выступала в Переходной лиге Украины, заняла 16 место и вылетела в любительский чемпионат. Юрий Михайлус принял участие в 32 матчах, в которых забил 5 голов. В 1994 году в любительском чемпионате сыграл 11 игр.
В 2000 году играл в чемпионате Украины среди ветеранов за феодосийскую «Кафу». В 2012 году в связи с двадцатилетним юбилеем победы «Таврии» в чемпионате Украины Михайлусу было присвоено звание — заслуженный работник физической культуры и спорта Крыма.

## Достижения
- Чемпион Украины: 1992

## Статистика
| Сезон            | Клуб             | Лига                    | Чемпионат | Чемпионат | Кубок | Кубок |
| Сезон            | Клуб             | Лига                    | Игры      | Голы      | Игры  | Голы  |
| ---------------- | ---------------- | ----------------------- | --------- | --------- | ----- | ----- |
| 1992             | Таврия           | Высшая лига Украины     | 2         | 0         | 0     | 0     |
| 1993/94          | Сурож            | Переходная лига Украины | 32        | 5         | 0     | 0     |
| Всего за карьеру | Всего за карьеру | Всего за карьеру        | 34        | 5         | 0     | 0     |